# Heteropoda kalbarri
Heteropoda kalbarri är en spindelart som beskrevs av Davies 1994. Heteropoda kalbarri ingår i släktet Heteropoda och familjen jättekrabbspindlar.
Artens utbredningsområde är Western Australia. Inga underarter finns listade i Catalogue of Life.